# トンガ航空
トンガ航空（-こうくう、Airlines Tonga）は、トンガのヌクアロファに拠点を置いていた航空会社。 同社はトンガ国内で運航しており、フライトはフィジー航空が代理で運航していた。 

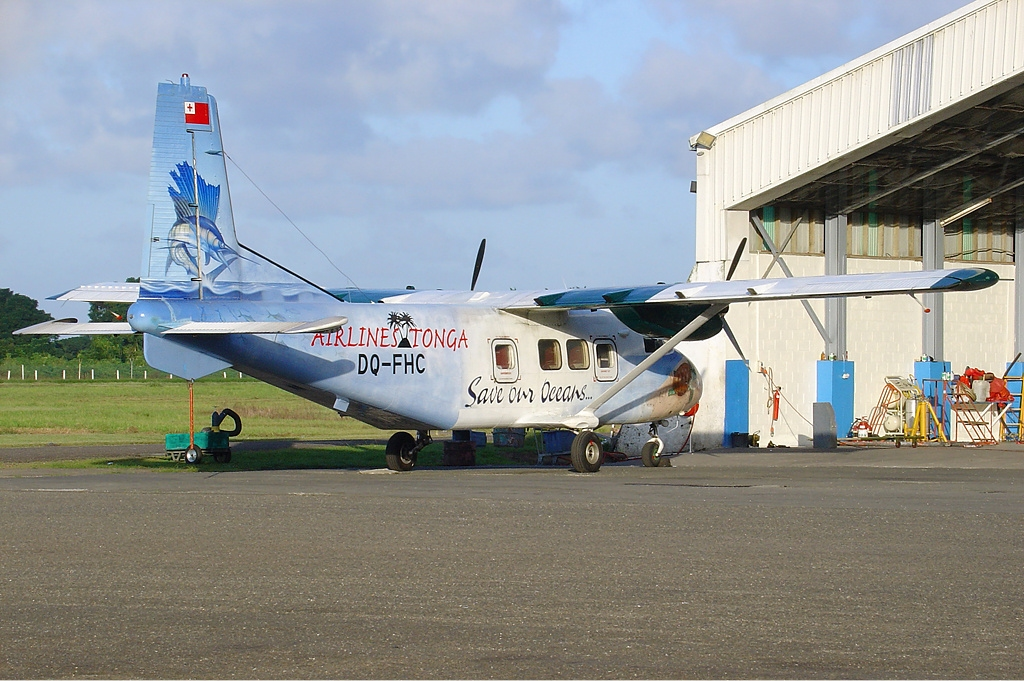
ナウソリ国際空港で撮影されたトンガ航空のハルビン Y-12 (2006年)。

## 歴史
フィジー航空とトンガの旅行会社のテタツアーズの合併会社として、2005年12月に運行を開始。トンガ航空は、ペアウ・ヴァヴァウ航空に続くトンガで2番目の国内線航空会社となった。
2008年8月23日、トンガ航空は燃料費の高騰に対応できないことを理由に、全ての活動を無期限で停止した。

## 行き先
トンガ航空は、トンガタプ島から以下の場所へ運航していた。
- ヴァヴァウ諸島
- ハアパイ諸島
- エウア島
- ニウアフォオウ島
- ニウアトプタプ島

## 運航機材
トンガ航空では、以下の航空機を運航していた。
- ハルビン Y-12 (II) 双発ターボプロップ機
- エンブラエル EMB 110 バンデイランテ 双発ターボプロップ機